# Mozoncillo
Mozoncillo település Spanyolországban, Segovia tartományban. Mozoncillo Escalona del Prado, Escobar de Polendos, Escarabajosa de Cabezas, Tabanera la Luenga, Carbonero el Mayor és Aldea Real községekkel határos. Lakosainak száma 907 fő (2024).

## Népesség
A település népessége az elmúlt években az alábbi módon változott:
| Lakosok száma | 1029 | 1014 | 1052 | 1084 | 1064 | 956  | 914  | 902  | 858  | 907  |
|               | 2001 | 2004 | 2007 | 2009 | 2012 | 2014 | 2017 | 2019 | 2022 | 2024 |